# النكهاني
النكهاني، أو ما يعرف بالكيميائي المختص بالنكهة هو الشخص الذي يستخدم الكيمياء لإنتاج النكهات الطبيعية والصناعية. وتتشابه الأدوات والمواد التي يستخدمها النكهاني مع تلك المستخدمة من قبل العطار، باستثناء أن النكهاني يتحرى تقليد أو تعديل كل من الخصائص الشمَية والذوقية لمنتجات الطعام المتنوعة بدلاً من إنتاج الروائح المجردة فقط. كما أنه يجب أن تكون المواد والمركبات الكيميائية التي يستخدمها النكهاني لإنتاج النكهات الآمنة للاستهلاك البشري.
بدأت مهنة النكهاني في الوقت المناسب الذي حقق فيه التبريد المنزلي تنمية أكبر لتقنية التصنيع الغذائي، وغالباً ما تؤثر العمليات المستخدمة في صناعة الطعام في جودته لتوفير منتجات آمنة. فيعود ضرر صناعة هذه النكهات إلى إزالة غالبية النكهات الطبيعية بواسطة هذه التقنيات، وينتج التصنيع الغذائي النكهات الصناعية؛ لتعويض ما تم خسارته من النكهات. فيعرف الكيميائيون الذين عالجوا مشكلة حاجة الطلب إلى التصنيع الغذائي بالكيميائيين المختصين بالنكهة -نكهانيين-. وهكذا عُرفت عملية تصنيع النكهة للمرة الأولى.

## المحتوى
•التعليم
•مجتمعات النكهانيين
•مثال بارز

## التعليم
تتنوع المتطلبات التعليمية لمهنة النكهانيين، فعليهم أن يكونوا خريجي كيمياء أو أحياء أو علم الغذاء أو حاصلين على الدكتوراه في الكيمياء، والكيمياء الحيوية. ولكن يكون تدريب النكهاني في المهنة نفسها وتحديداً في شركة النكهة المعروفة «ببيت النكهة»، وهذا التدريب مشابه لنظام التمهن.
وفي فرساي فرنسا توفر مدرسة (ISIPCA) سنتين من التعليم العالي في تنكيه الطعام مع تدريب لمدة 12 شهراً في شركة النكهة، فيوفر هذا البرنامج التعليمي معرفة عميقة في تشكيل النكهة، وصناعتها، وتحليلها الكيميائي للطلبة.
ويقدم المجتمع البريطاني للكيميائيين المختصين في النكهة مع جامعة القراءة دورة تدريبية لمدة 3 أسابيع للنكهانيين من جميع أنحاء العالم في كل سنة.

## مجتمعات النكهانيين
في الولايات المتحدة، يمكن للنكهاني الانضمام إلى مجتمع الكيميائيين المختصين بالنكهة (SFC) الذين يجتمعون في ولاية نيو جيرسي، وسينسيناتي، وشيكاغو، والساحل الغربي من 6 إلى 8 مرات في السنة. وعليه أن تُجتاز فترة التدريب في قسم النكهة لمدة 5 سنوات ليكون نكهاني ممتهن -مبتدئ- في ذلك المجتمع. وليكون عضواً معتمداً له الحق في التصويت، عليه أن يجتاز برنامج السبع السنوات. وتوثق كل مرحلة باختبار كتابي وشفهي من لجنة العضوية. كما أن هناك تدريب بدون إشراف نكهاني -بدلاً من الحالات المذكورة سابقاً- الذي يوفر خيار التدريب كمستقل لمدة 10سنوات.
وفي المملكة المتحدة، يمكن للنكهاني الانضمام إلى المجتمع البريطاني للكيميائيين المختصين في النكهة (BSF) الذين يجتمعون بالقرب من منطقة لندن. وليصبح المتقدم عضواً، يجب أن يوصى به من قبل عضوين لهم حق في التصويت ولا تقل أعمارهم عن الثلاثين سنة للانضمام إلى ذلك المجتمع، وعلى العضوين أن يكونا مبدعين كـ(نكهانيين) لمدة لا تقل عن عشر سنوات. كما يجب على المتقدم لمنصب العضو المساعد أن يكون نكهاني بكامل الإبداعية مع خبرة لا تقل عن أربع سنوات. فالعضو المساعد هو الكيميائي الذي ينتج النكهة، أو مهندس الغذاء المسؤول عن توفر النكهة، وتقديرها، وتقييمها لمدة لا تقل عن خمس سنوات أو الشخص المسؤول عن عملية إنتاج النكهة، أو يستخدم الصناعات لما يرضي لجنة العضوية لتأهيله ليكون عضواً. كما يجب اقتراح العضو المساعد من قبل عضوين لهم الأهلية في التصويت. وليصبح المتقدم عضواً متعلماً، يجب عليه أن يكون جديد المعرفة بالتصنيع الغذائي، ولا يمكن تأهيله ليصبح نكهانياً مساعداً بعد، فيتم اقتراحه من قبل عضو مؤهل للتصويت. وليصبح المتقدم عضواً تابعاً، يجب أن يكون مستشار تقني وتسويقي، وأيضًا مدير تقني وتجاري لديه علاقة مباشرة مع التصنيع الغذائي، والتشكيل الهام من قبل ثلاثة أعضاء مؤهلين للتصويت.

## مثال بارز
«قد تعد جدتي هذا الخليط مع الأرز والصلصة التي لديها فهو خليط من السكر البني والزبدة. وطعمه رائع بالتأكيد. فيضعونه على الأرز ويأكلونه باعتباره نوعاً من الطعام المقدم في أيام الأحد..» ويليام لو، باميلا لوز بروذرز.
تُعد باميلا لو نكهانية في شركة أرثر دي ليتل وخريجة سنة 1951 مع درجة الأحياء الدقيقة من جامعة نيو همشاير. وهي التي قامت بتطوير النكهة الأصلية لحبوب الإفطار (Cap'n Crunch) في سنة 1963، بناءً على وصفة جدتها المكونة من السكر البني والزبدة التي كانت تضعها فوق الأرز في بيتها الموجود في ديري، نيو همشاير.
وقد طور روبرت راينهارت تقنية في تصنيع حبوب الإفطار هذه مستخدماً الزيت (في الوصفة) كآلية لتوصيل المذاق الذي أظهر مشاكل في بداية عملية خبز الحبوب جيداً. فتطلبت الحبوب الإبداع في عملية الخبز لكونها من أوائل حبوب الإفطار التي استعانت بالزيت كطبقة لتوصيل ذوقها.
وأسمَت لو جودة عملية تغطية الحبوب بالزيت بـ(أريد المزيد). أطلقت صحيفة بوستن غلوب على (لو) لقب أم حبوب الإفطار (Cap'n Crunch) وذلك بعد موتها سنة 2007. وعملت لو في شركة أرثر دي ليتل على نكهات حلوى هيلث، وماوندز، وألواح شوكولاتة ألاموند جوي.